# Walerij Szumakow
Walerij Iwanowicz Szumakow (ros. Валерий Иванович Шумаков, ur. 9 listopada 1931 w Moskwie, zm. 27 stycznia 2008 tamże) – radziecki i rosyjski chirurg.

## Życiorys
W 1941 został ewakuowany do Szyłowa w obwodzie riazańskim, gdzie uczył się w szkole, później skończył szkołę średnią w Moskwie, a w 1956 z wyróżnieniem Pierwszy Moskiewski Instytut Medyczny Ministerstwa Ochrony Zdrowia ZSRR. W 1959 ukończył aspiranturę, 1963–1966 był starszym pracownikiem naukowym chirurgii klinicznej i eksperymentalnej, w 1966 obronił pracę doktorską, 1966–1969 kierował laboratorium sztucznego serca i wspomagania krążenia, a 1969–1974 Oddziałem Transplantologii i Sztucznych Organów Instytutu Naukowo-Badawczego, 1974–2008 był dyrektorem Naukowo-Badawczego Instytutu Transplantologii i Sztucznych Organów Ministerstwa Ochrony Zdrowia ZSRR / Rosji. 12 marca 1987 przeprowadził pierwszą w ZSRR i Rosji operację przeszczepu serca. Napisał 20 monografii i ponad 450 prac naukowych. Przeprowadził osobiście ok. 100 przeszczepów serca i ponad 1000 przeszczepów nerek. W 1988 został akademikiem Rosyjskiej Akademii Nauk Medycznych, w 1993 akademikiem RAN, a w 2002 akademikiem Europejskiej Akademii Nauk. 3 września 1997 otrzymał honorowe obywatelstwo Moskwy, a 24 stycznia 2002 obwodu riazańskiego. Został pochowany na Cmentarzu Nowodziewiczym.

## Odznaczenia i nagrody
- Order Świętego Andrzeja (3 listopada 2001)
- Medal Sierp i Młot Bohatera Pracy Socjalistycznej (26 grudnia 1990)
- Order Lenina (26 grudnia 1990)
- Order „Za zasługi dla Ojczyzny” II klasy (12 kwietnia 1999)
- Order „Za zasługi dla Ojczyzny” III klasy (20 marca 1995)
- Nagroda Państwowa ZSRR (1971)
- Nagroda Władz Federacji Rosyjskiej (1997)
- Nagroda im. Piotra Wielkiego (2000)